# Eklektyzm (architektura)

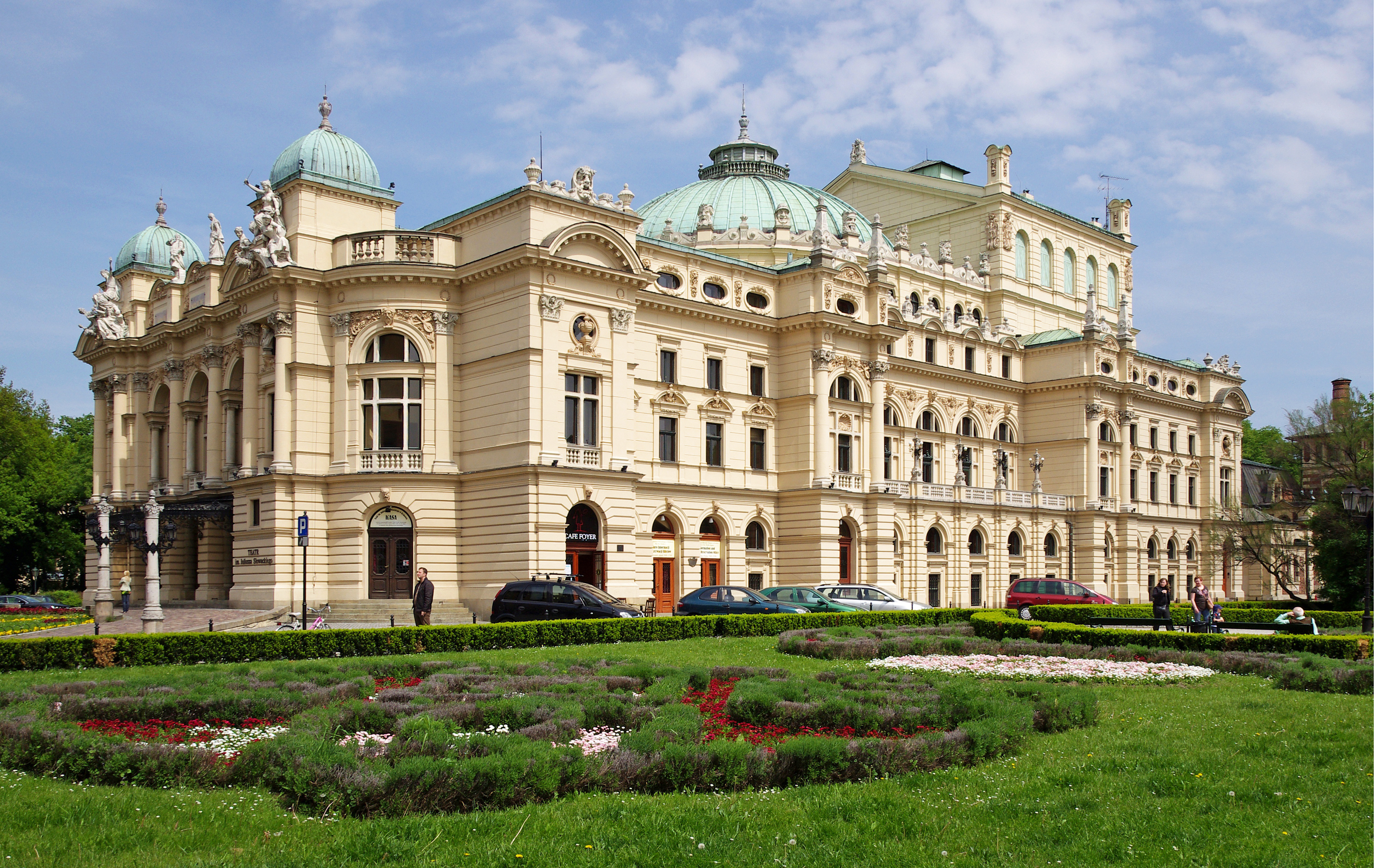
Teatr im. Juliusza Słowackiego w Krakowie

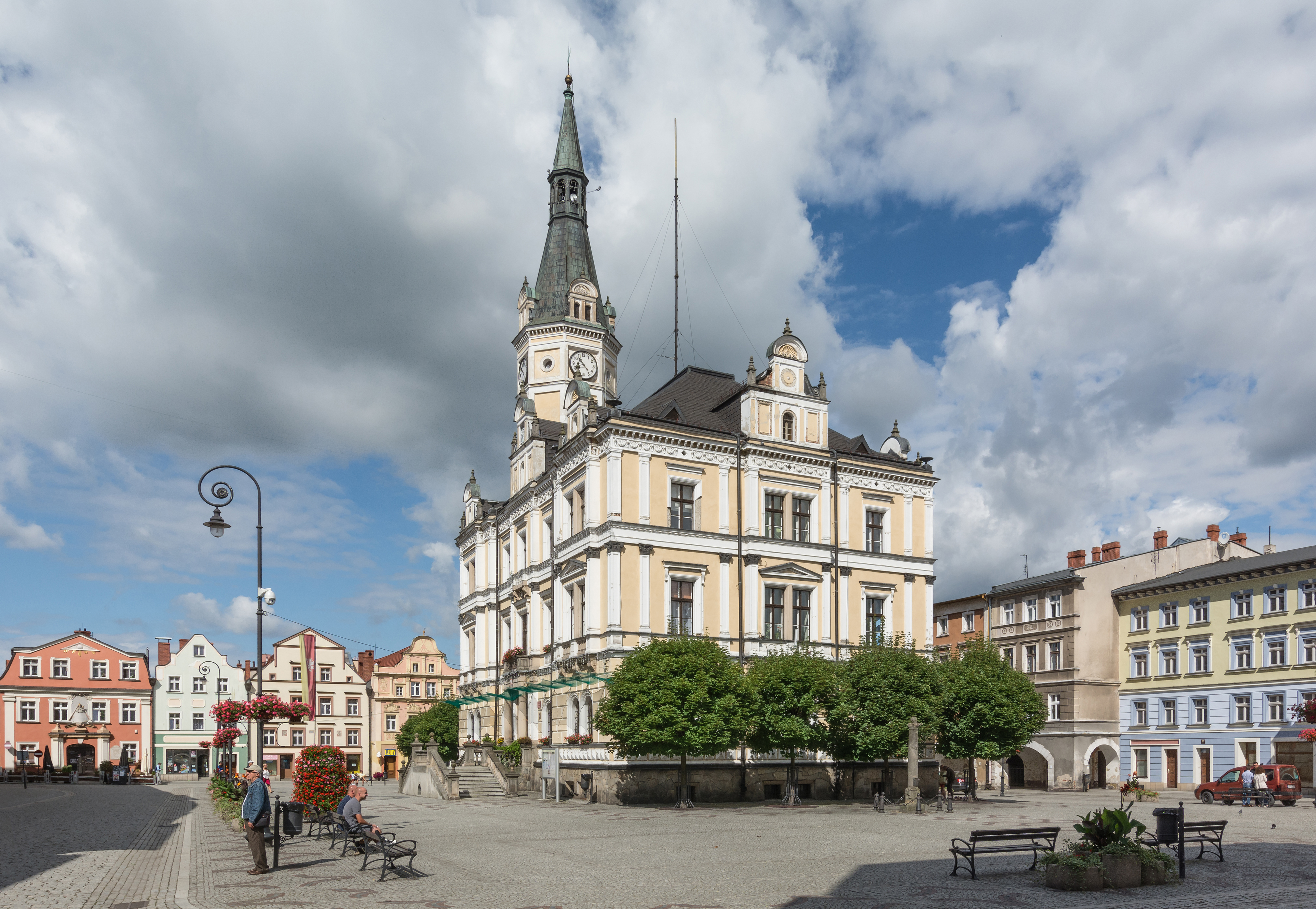
Ratusz w Lądku-Zdroju

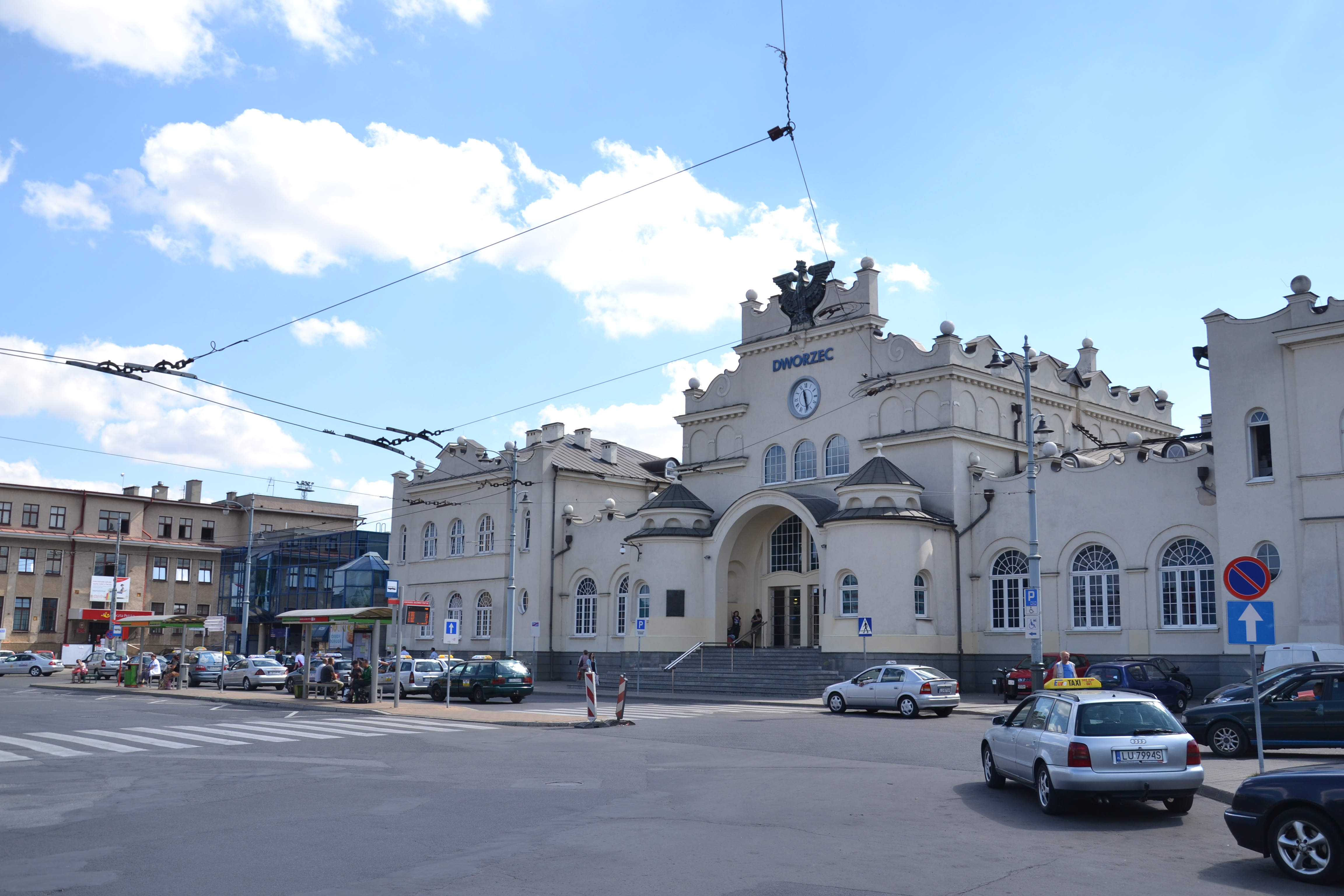
Budynek dworca dalekobieżnego stacji Lublin Główny

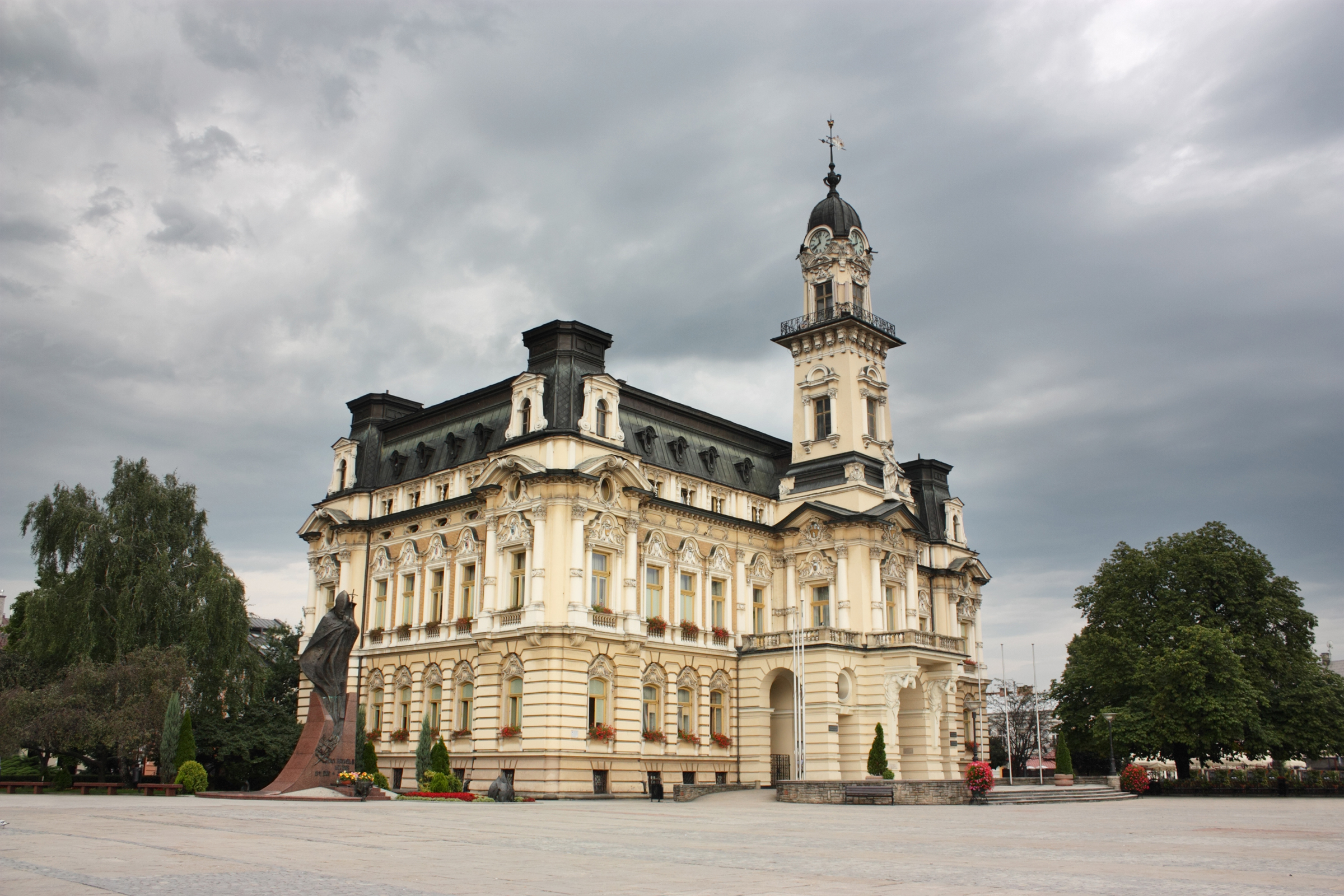
Ratusz w Nowym Sączu

Eklektyzm (z gr. eklektikós – „wybierający”) – kierunek lub styl polegający na łączeniu w jednej budowli elementów wybranych z różnych przyjętych stylów architektonicznych. 
Eklektyzm występuje w różnych epokach, choć od 2. ćwierci XIX wieku do początku wieku XX był, pod postacią historyzmu, stosowany świadomie i programowo, obejmując swym zasięgiem całą Europę oraz Amerykę Północną. W okresie swojego trwania zbiegł się z secesją.
Początkowo było to niemal bezkarne łączenie różnych stylów, wchodzących w skład tzw. stylów historyzujących, czyli tych, które były popularne jako style „neo-”. Style te to: neorenesans, neobarok i neogotyk, czasem obserwuje się elementy klasycystyczne.
Następnie w stosowaniu eklektyzmu nastąpił pewien ład i porządek, w miejskich kamienicach eklektycznych obserwuje się dużo cech renesansowych. Np. okna z charakterystycznymi ozdobami, kolumny i podobne. Z czasem zaczęto budować również tylko w określonym stylu historyzującym.

## Przykłady budowli eklektycznych
- Statua Wolności w Nowym Jorku
- Teatr im. Juliusza Słowackiego w Krakowie
- Teatr Polski w Bielsku-Białej
- Pałac Kryształowy w Londynie
- Pałac Izraela Poznańskiego w Łodzi
- Kamienica pod Gutenbergiem w Łodzi
- Wieża Eiffla w Paryżu
- Ratusz w Nowym Sączu
- Słowacki Teatr Narodowy i Reduta (budynek Filharmonii Słowackiej) w Bratysławie[1].
- Grand Hotel Lublinianka w Lublinie
- Kościół Fryderyka w Kopenhadze